# 秀英 (少女時代)
崔秀榮（：／ Choi Soo-yeong，1990年2月10日—），藝名秀英，韓國女歌手、演員及主持人。韓國女子團體少女時代成員，在隊內擔任領饒舌、副唱及領舞。2000年在首爾市被SM娛樂發掘，進入該公司當練習生。2002年離開公司前往日本參加選秀試鏡會，成功取得韓國組優勝，並跟日本組優勝者組成雙人日本女子組合Routeφ出道。2003年Routeφ解散，秀英重新回到SM娛樂當練習生。2007年8月5日以少女時代成員身分出道。目前以演員身份活動。
男友為演員鄭敬淏，兩人在鄭敬淏於2012年9月退伍後認識，並發展成戀人關係。
2017年10月9日，秀英與SM娛樂合約到期不續約離開公司，但不會退出少女時代，日後將專注於演員方面的發展。
2017年11月10日，Echo Global Group宣布與秀英簽約。
2018年12月20日，秀英Solo出道並參與作詞作曲，發行數位單曲。
2019年5月7日，Saram娛樂宣布與秀英簽訂專屬合約。

## 姓名
崔秀榮則為她的漢字本名。秀英為少女時代的唱片公司愛貝克思所公佈的官方藝名。

## 經歷

### 早期生涯
1990年2月10日，秀英出生於江南區清潭洞。中學時期在貞信女子高等學校就讀，並且參加學校的合唱團。
秀英的家世顯赫，家族在首爾市高級地段清潭洞坐擁多棟价值超越200万美金的豪宅及別墅，並有雇請傭人，祖父是製作公司董事長，參與建設韓國藝術殿堂，父親崔貞楠為任職於大宇集團的部門經理，母親為家庭主婦兼職教學歌劇課程，姊姊崔秀珍則為韓國的音樂劇女優及動畫、電影聲優。
2000年當時才年僅10歲的秀英參加SM Entertainment公司在首爾市舉辦的SM Casting System via the Open Audition試鏡會，獲得甄選合格，在此次選秀會中秀英被SM娛樂發掘，進入該公司當練習生。原因是她在無伴奏唱歌情況下依然摀住耳朵，假裝自己帶上耳機，因為音響系統故障而聽不到音樂。
2002年1月20日秀英離開公司，自行前往日本參加選秀節目《ASAYAN（台譯：五花八門淺草橋）》舉辦的日韓超級偶像雙人試鏡會，秀英在此次比賽中脫穎而出，一舉擊敗了來自韓國的7194名競爭者獲得最後的韓國組優勝，日本方面則由擊敗來自日本的8698名競爭者獲得最後的日本組優勝，同年4月26日在節目製作人河村隆一的撮合下兩人組成雙人女子團體Routeφ出道，組團҉時適逢日韓共同主辦2002年世界杯足球賽，並接連發佈《Start》、《Painting》等三首團體單曲， 及、《Go Go Happy》、等三首團體副歌。
2003年7月23日Routeφ解散，秀英返回韓國，重新回到SM娛樂當練習生，經過四年一個月的密集訓練，終於在2007年8月5日以女子組合少女時代順利出道。

### 個人歌唱生涯
2005年秀英獲邀為動畫犬夜叉翻唱韓語版主題歌《I Am》，此曲為秀英獨挑大樑首次獨唱一首歌，原唱者為古谷仁美。
2008年8月8日秀英與少女時代另一成員俞利為SBS連續劇《全職媽媽》合唱劇中的插入歌《一定（꼭）》。
2009年5月8日秀英與蒂芬妮合唱一首歌曲《只感覺到你（너만을 느끼며）》。
2014年10月30日公開由擔任我人生的春天女主角的秀英演唱該劇的插曲《風之花》(바람꽃)。
2022年9月15日公開由擔任說出你的願望 (2022年電視劇)女主角的秀英演唱該劇的插曲《To My Star》

### 戲劇演出生涯
2007年5月10日與同為少女時代成員的俞利兩人一起在KBS情景喜劇《無法阻擋的婚姻》演出。
2008年11月27日秀英在浪漫喜劇電影《純情漫畫（Hello, Schoolgirl）》中擔任劇中的配角鄭大楨，跟演員李沇熹、及Super Junior成員強仁一起同台演出。
2010年3月22日秀英與同為(前)少女時代成員的潔西卡、少女時代孝淵三人一起為SBS連續劇《Oh! My Lady 愛你喲》中客串演出，該劇的演員還有蔡琳、及Super Junior成員始源。
2011年1月24日秀英在SBS連續劇《天堂牧場》客串演出擔任劇中角色蘇秘書。該劇的韓國演員有李沇熹、沈昌珉等人。
2012年9月5日秀英在TVN醫療類型連續劇《第三醫院》中擔任劇中的女二角李藝貞，為劇中的中提琴演奏家，跟老牌韓國演員金玟廷、金勝友、吳智昊一起合作。
2013年5月27日秀英在TVN水木劇《戀愛操作團：大鼻子情聖中担任第一女主角孔敏英，为剧中的操作团唯一的女职员，與韩国著名演员李鐘赫、洪宗玄、趙潤宇等合作。戏里有多位著名演员及当红的偶像团体成员客串如SHINee成員泰民、李光洙、孔劉等。
2014年9月10日秀英在MBC水木連續劇《我人生的春天》擔任第一女主角李春天，和韓國著名演員甘宇成、李浚赫、張新英 等合作。
2016年4月20日秀英在KBS2演出特別公益劇《Perfect Sense》擔任第一女主角鄭亞英(視覺障礙者)，該劇演員還有姜均成等合作。
2016年6月17日秀英在OCN金土連續劇《38師機動隊》擔任第一女主角千勝熙，和韓國著名演員徐仁國、馬東錫、宋鈺宿等一起合作。
2017年9月2日秀英在MBC週末連續劇《擺飯桌的男人》擔任第一女主角李璐麗，和韓國著名演員溫朱莞、金甲洙、李一花等一起合作。
2018年夏季秀英參演了電影《霹靂嬌鋒》，和韓國著名演員李聖經、羅美蘭、魏河俊等一起合作。
2020年12月16日在JTBC水木連續劇《Run On》擔任女二徐丹雅，飾演冷酷又帥氣的體育經紀公司代表，戲中的夢想是成為足球員卻無法實踐，因此不論穿的多時尚，腳上總是運動鞋。此劇由《金科長》的李在勳導演與金銀淑助理出身的朴時玄編劇合作打造，並與演員任時完、申世景、姜泰伍等人一起合作。
2021年第22屆4月開幕的全州國際電影節，秀英被選任為該影節韓國短片競賽類的三位評審之一。
2021年，韓國電影振興委員會（KOFIC）推動國際宣傳計畫「The Actor is Present－The Korean Actors 200 （页面存档备份，存于）」 ，根據過去10年韓國電影票房、國內外電影節獲獎情況、獨立電影貢獻度，以及國際項目參與度等因素，選出代表韓國電影界現在與未來的200名演員，秀英被列選為其中。獲得讚賞＂Her natural acting talent even pulls off a geek relatable. She has opened ‘Actor's Generation’ after ‘Girl’s Generation’.＂
2022年，秀英與池昌旭、成東鎰主演的KBS2電視劇《說出你的願望 (2022年電視劇)》於八月播出，同年秀英主演的MBC獨幕劇《請發送粉絲信》於11月播出，憑藉該劇獲得2022年MBC演技大賞女子優秀演技獎。（2022年MBC演技大賞由秀英、金成柱擔任主持人）。
2023年，秀英與一直很想合作的前輩田慧振、以黑暗榮耀知名度大開的朴成勳、安在旭合作ENA十二集月火劇集陌生人 (2023年電視劇)（又譯外人），收視創下ENA歷年第二佳。

### 電視主持生涯
2005年秀英即在Mnet電視台的綜藝節目《Hello Chat》裡面擔任VJ。
2009年5月3日秀英在MBC的孩童益智節目《幻想墊（환상의 짝꿍）》擔任主持人，一直到11月20日秀英才正式離開該節目。
2011年8月20日秀英與同為少女時代成員的蒂芬妮、俞利三人一起在新潟舉行的韓國音樂明星演唱會擔任主持人。
2012年6月6日開始秀英為在SBS電視台的節目《深夜TV娛樂》與尹道賢共同擔任主持人。

### 電台主持生涯
2007年6月4日秀英跟Super Junior成員晟敏在DMB電台的廣播節目《天方地軸（ChunBangJiChuk）》一起擔任DJ，在2008年2月1日秀英才正式離開該節目，結束一年多的電台主持人生涯。

### 填詞創作生涯
2011年10月19日，秀英親自為歌曲《春天（How Great Is Your Love）》填詞，此曲被收錄在少女時代第三張專輯「The Boys」內，為秀英首次替歌曲填詞。
2013年，秀英與成員俞利、徐玄親自為歌曲《Baby Maybe》填詞，此曲被收錄在少女時代第四張專輯「I Got a Boy」內。
2016年，秀英再度填詞，親自為歌曲《What Do I Do》填詞，此曲被收錄在少女時代成員Tiffany的個人專輯「I Just Wanna Dance」內。
2017年，為了慶祝少女時代成團9周年秀英再次填詞，單曲歌名為《0805（那年夏天）》，於韓國時間8月4號00:00在SM娛樂youtube頻道公布，此曲隨即在Bugs、Olleh、 Music Soribada、Genie、Naver Music等5大韓國音源榜佔據1位。
2022年，在出道15週年和睽違五年發行的第七張正規專輯《FOREVER 1》中，秀英參與了《Seventeen》及《Villain》兩首歌的作詞。

### 離開SM娛樂
2017年10月9日，據韓媒報導不再與SM娛樂續約，日後將朝演戲方面發展。, 11月10日，Echo global group宣布與秀英簽約。雖然該公司是以演員為主的新經紀公司，但會全力配合往後少女時代的活動。2019年5月7日，Echo global group透過官方SNS表示與秀英合約已到期將衷心祝福她未來的道路並會給予支持與應援。同日Saram娛樂宣布與秀英簽訂專屬合約，表示未來會全力支持秀英在各個方面的發展。

### 開始Solo
2018年12月3日，經紀公司發布秀英將會Solo出道，雖然確切的時間尚未決定，但我們正以12月中旬發行為目標進行準備中。
於2018年12月20日發行數位單曲《겨울숨 (Winter Breath)》冬日氣息，秀英親自參與作詞作曲。

### 團隊合體
2021年9月1日，八名成員一起參演綜藝劉QUIZ ON THE BLOCK，他們時隔四年再度合體登上綜藝節目。
2022年5月17日，SM娛樂官方宣佈將於8月推出新專輯慶祝出道15週年，時隔五年8人再度以完整體回歸樂壇。
2022年8月20日，八名成員合體參與SMTOWN LIVE 2022：SMCU EXPRESS位於水原世界盃競技場的家族演唱會。
2022年9月3日，睽違五年成員合體舉辦15週年大型粉絲見面會（Girls' Generation Special Event - Long Lasting Love）

## 學歷
2009年秀英在貞信女子高等學校(韓語：정신여자고등학교)畢業。同年於中央大學戲劇電影學系就讀，與同為少女時代成員的俞利為大學同學，並於2016年畢業。

## 意外事件

### 車禍受傷
2011年8月28日禮拜天上午9點，秀英和姊姊崔秀珍共同參加一個慈善活動，兩人共乘一輛汽車前往該地，當車子行經京釜高速公路下行線至竹田休息站附近時，由於對向車道的駕駛員開車漫不經心，突然超過車道中心線朝向著秀英她們急駛而來，秀英閃避不及才發生了這場車禍，車禍發生過後不久秀英跟姊姊隨即被送往醫院救治急救，經過醫院的醫師診斷後發現秀英骨盆腔上面的骶骨斷裂骨折，醫師要求秀英必須接受治療並且住院觀察及休養一個禮拜。
對此經紀公司SM Entertainment則發表聲明表示，秀英為了養傷將無法參與SM Town在東京（9月2日—4日）的演唱會、以及少女時代在台北（9月9日—11日）的亞洲二巡演唱會。
秀英在這段休養期間，還特別做了一個視訊檔案上傳到網路上，此視訊檔案裡有寫著「她一切安好」的韓文、中文、英文、跟日文，並且跟愛好者們表示感謝，希望關心她的愛好者們能夠放心。

同年9月27日秀英順利康復並且回歸少女時代團體，繼續她們的日常演藝活動。

## 音樂作品

### 日文單曲
| 單曲 | 單曲資料                                                         | 曲目                                                                    |
| ---- | ---------------------------------------------------------------- | ----------------------------------------------------------------------- |
| 1st  | 《Unstoppable》 - 發行日期：2024年10月30日 - 發行公司：Avex Trax | 曲目 1. Unstoppable 2. C.A.L.M 3. この世界に映っているのは誰 4. Call me |

### 韓文單曲
| 單曲 | 單曲資料                                                                      | 曲目                                                                     |
| ---- | ----------------------------------------------------------------------------- | ------------------------------------------------------------------------ |
| 1st  | 《겨울숨 (Winter Breath)》 - 發行日期：2018年12月20日 - 發行公司：Genie Music | 曲目 1. 겨울숨 (Winter Breath) 2. 겨울숨 (Winter Breath) (Acoustic Ver.) |

### OST
| 發佈日期       | 歌曲名稱       | 電視劇/電影名稱      | 合唱歌手 |
| 2005年         | I am（韓文版） | 日本動畫《犬夜叉》   | 不適用   |
| 2008年8月8日   | 一定           | SBS《全職媽媽》      | 俞利     |
| 2014年10月30日 | 風之花         | MBC《我人生的春天》  | 不適用   |
| 2022年9月15日  | To My Star     | KBS2《說出你的願望》 | 不適用   |

### 其他歌曲
| 發佈日期      | 歌曲名稱       | 備註                                         | 合唱歌手            |
| 2009年5月14日 | 只感覺到你     | The Blue單曲《The Blue, The First Memories》 | The Blue、蒂芬妮    |
| 2018年8月10日 | Let's Get Away | 《The Light》                                | James Lee（李珠鉉） |
| 2020年10月7日 | Be your self   | Compassion Korea CHEER UP GIRLS challenge    | 洪賢姬              |

## 創作作品
- 秀英（수영、최수영）於韓國音樂著作權協會登記編號為10002976。[39]

| 發佈日期       | 歌曲名稱                     | 歌手     | 作詞                           | 作曲                                   | 專輯                 |
| -------------- | ---------------------------- | -------- | ------------------------------ | -------------------------------------- | -------------------- |
| 2011年10月19日 | 봄날(HOW GREAT IS YOUR LOVE) | 少女時代 |                                |                                        | 正規三輯《The Boys》 |
| 2013年1月1日   | BABY MAYBE                   | 少女時代 | 正規四輯《I Got a Boy》        |                                        |                      |
| 2016年2月11日  | WHAT DO I DO                 | Tiffany  | 迷你一輯《I Just Wanna Dance》 |                                        |                      |
| 2016年8月5日   | 그여름(0805)                 | 少女時代 | SM STATION                     |                                        |                      |
| 2018年12月20日 | 겨울숨(ORIGINAL VER.)        | 秀英     |                                | 首張數位單曲《겨울숨 (Winter Breath)》 |                      |
| 2018年12月20日 | 겨울숨(ACOUSTIC VER.)        | 秀英     |                                | 首張數位單曲《겨울숨 (Winter Breath)》 |                      |
| 2022年8月5日   | SEVENTEEN                    | 少女時代 |                                | 正規七輯《FOREVER 1》                  |                      |
| 2022年8月5日   | VILLAIN                      | 少女時代 |                                | 正規七輯《FOREVER 1》                  |                      |

- 未登記於韓國音樂著作權協會發表之作品

| 發佈日期      | 歌曲名稱                                         | 歌手    | 作詞 | 作曲 | 專輯                         |
| ------------- | ------------------------------------------------ | ------- | ---- | ---- | ---------------------------- |
| 2019年5月31日 | Runaway (ft Babyface, Chloe Flower) Korean Remix | Tiffany |      |      | 英文迷你一輯《Lips On Lips》 |

## 演出作品

### 電視劇
| 年份   | 播出平台 | 劇名                           | 角色   | 性質     |
| 2007年 | KBS      | 無法阻擋的婚姻                 | 秀英   | 女配角   |
| 2010年 | SBS      | Oh! My Lady 愛你喲             | 大明星 | 客串     |
| 2011年 | SBS      | 天堂牧場                       | 蘇秘書 | 客串     |
| 2012年 | SBS      | 紳士的品格                     | 秀英   | 客串     |
| 2012年 | tvN      | 第三醫院                       | 李藝珍 | 主演     |
| 2013年 | tvN      | 戀愛操作團：大鼻子情聖         | 孔敏英 | 主演     |
| 2014年 | MBC      | 我人生的春天                   | 李春天 | 主演     |
| 2016年 | KBS2     | Perfect Sense                  | 亞英   | 主演     |
| 2016年 | OCN      | 38師機動隊                     | 千勝熙 | 主演     |
| 2017年 | JTBC     | 有可能知道的人                 | 李安   | 主演     |
| 2017年 | MBC      | 擺飯桌的男人                   | 李璐麗 | 主演     |
| 2020年 | OCN      | 如實陳述                       | 車秀英 | 主演     |
| 2020年 | JTBC     | Run On                         | 徐丹雅 | 主演     |
| 2021年 | NAVER    | 所以我和黑粉結婚了             | 李璟英 | 主演     |
| 2021年 | Netflix  | Move to Heaven：我是遺物整理師 | 孫有琳 | 特別出演 |
| 2021年 | TV朝鮮   | Uncle                          | 秀英   | 特別出演 |
| 2022年 | KBS2     | 說出你的願望                   | 徐妍珠 | 主演     |
| 2022年 | MBC      | 請發送粉絲信                   | 韓江熙 | 主演     |
| 2023年 | ENA      | 陌生人                         | 金珍熙 | 主演     |
| 2025年 | tvN      | 拜託戒酒吧                     | 韓錦宙 | 主演     |
| 2025年 | ENA      | 偶像瘋子                       | 孟世娜 | 主演     |

### 電影
| 年份   | 電影名稱                                      | 角色             | 备注     |
| 2008年 | 《純情漫畫》                                  | 鄭多晶           | 配角     |
| 2012年 | 《I AM. - SM家族青春傳記電影》                |                  | 纪录片   |
| 2012年 | 《SMTOWN Live in Tokyo Special Edition -3D-》 | 演唱会实况       |          |
| 2019年 | 《詩人奶奶》                                  | 不適用           | 旁白配音 |
| 2019年 | 《盡頭的回憶》                                | 宥美             | 主演     |
| 2019年 | 《霹靂嬌鋒》                                  | 杨薔美           |          |
| 2019年 | 《阿嬤的小公主》                              | 公主（成年时期） | 特別出演 |
| 2021年 | 《今天決定我愛你》                            | 五月             | 主演     |
| 2024年 | 《Dead Man》                                  | Hipster          | 特別出演 |
| 2025年 | 《捍衛任務：復仇芭蕾》                        | Katla Park       |          |

### 话剧
| 年份   | 剧名     | 角色         | 演出日期                    | 备注   |
| 2023年 | 《Wife》 | 黛西／克莱尔 | 2023年12月26日—2024年2月8日 | [ 43 ] |

### 音樂錄影帶
| 發佈日期       | 歌曲名稱 | 合作演員                | 官方影片         |
| 2009年12月19日 | SEOUL    | Super Junior & 少女時代 | YouTube上的SEOUL |

## 主持

### 節目主持
| 日期                        | 電視台       | 節目名稱                | 合作藝人             |
| 2005年                      | Mnet         | Hello Chat              | 不適用               |
| 2008年10月25日              | YTN star     | Y-Star Live Power Music | 不適用               |
| 2009年5月3日—11月20日       | MBC          | 幻想墊                  | 不適用               |
| 2009年11月8日               | MBC          | 幻想的同桌              | 與金濟東、吳尚鎮主持 |
| 2012年6月6日—2014年12月24日 | SBS          | 深夜的TV演藝            | 與尹道賢主持         |
| 2012年9月30日               | KBS 2        | Quiz On Korea 中秋特輯  | 與申東燁、金洪成主持 |
| 2017年4月22日—2017年6月7日  | SBS-IN       | Style Follow            | 與姜承賢             |
| 2018年1月12日—13日、20日    | Dingo studio | 90年生的崔秀英          | 不適用               |
| 2019年3月21日—4月4日        | tvN D        | 要坐車嗎？              | 不適用               |
| 2023年6月30日—9月1日        | JTBC         | R U Next?               | 不適用               |
| 2024年                      | SBS          | 名曲冠军赛              |                      |

### 典禮主持
| 日期           | 電視台                  | 節目名稱                                               | 合作藝人           |
| 2011年8月20日  | MBC                     | K-POP All Star Live in Niigata 2011                    | 與蒂芬妮、俞利主持 |
| 2012年2月8日   | KBS 2                   | Music Bank in Paris                                    | 與李章宇主持       |
| 2012年12月30日 | SBS                     | 2012 SBS演藝大賞                                       | 與尹度玹、哈哈主持 |
| 2013年7月18日  | 不適用                  | 第17屆富川國際幻想電影節                               | 與申賢俊主持       |
| 2013年12月5日  | 不適用                  | 2013 女性電影人祝祭 受賞式                             | 不適用             |
| 2014年7月15日  | 不適用                  | 2014 韓國小姐大賽                                      | 與吳尚鎮主持       |
| 2014年12月30日 | MBC                     | 2014 MBC演技大賞                                       | 與申東燁主持       |
| 2015年1月8日   | 不適用                  | 鐘鉉 Solo Showcase "Base"                              | 不適用             |
| 2015年10月9日  | 不適用                  | 2015 Korea Drama Awards                                | 與吳尚津主持       |
| 2017年1月14日  | KBS1                    | Blue Lighting Festival                                 | 金国鎮             |
| 2018年5月16日  | 不適用                  | 第五屆亞洲戲劇大學慶典及第三屆世界戲劇教育研討會開幕式 | 不適用             |
| 2018年9月4日   | SBS                     | 第13屆首爾國際電視節                                   | 與全炫茂主持       |
| 2019年8月16日  | 不適用                  | 2019 K-World Festa                                     | 與權律主持         |
| 2021年1月31日  | KBS Joy KBS Drama KBS W | 第30屆首爾歌謠大賞                                     | 與申東燁、希澈主持 |
| 2022年10月6日  | MBC Naver TV            | 第31屆釜日電影獎                                       | 與金南佶主持       |
| 2022年12月30日 | MBC                     | 2022 MBC演技大賞                                       | 與金成柱主持       |
| 2023年4月9日   | 不適用                  | 2023 復活節Parade                                      | 與崔始源主持       |
| 2024年10月11日 | 不適用                  | 2024 第29屆釜山電影節閉幕式                            | 與孔明主持         |

## 電台
| 放送日期                     | 放送局      | 節目名稱                   | 合作藝人             |
| DJ                           |             |                            |                      |
| 2007年6月4日－2008年2月1日   | Melon放送   | 晟敏，秀英的天方地軸 Radio | 與晟敏主持           |
| 固定嘉賓                     |             |                            |                      |
| 2007年11月28日－2008年4月3日 | MBC標準FM   | 李彥，金申英的深深打破     | 每次兩名少女時代成員 |
| 2008年4月14日－7月7日        | KBS Cool FM | 安在旭，車太鉉的Mr. Radio  | 不適用               |

## 粉絲見面會
| 日期                 | 國家 / 地區                          | 城市 | 見面會名稱                                   | 舉行地點                       | 來源   |
| 2018年2月10日        |                                      | 首爾 | 2018 崔秀英 FANMEETING [秀英寫真館] - 生日會 | 聖水藝術中心                   | [ 45 ] |
| 2018年6月2日         | 泰國                                 | 曼谷 | CHOI SOO YOUNG 1st Fan Meeting               | Central Plaza Chaengwattana    | [ 46 ] |
| 2018年12月29日、30日 |                                      | 首爾 | Made In #崔秀英 <別離很燦爛> - 攝影展覽會    | UNDERSTAND AVENUE ARTSTAND     | [ 47 ] |
| 2021年11月13日       | 2021 SOOYOUNG FANMEETING MY FAVORITE | 首爾 | Yerimdang Art Hall                           | [ 48 ]                         |        |
| 2023年9月9日         | MY MUSE                              | 首爾 | Blue Square                                  | [ 49 ]                         |        |
| 2023年9月20日        | MY MUSE                              | 日本 | 橫濱                                         | LANDMARK HALL                  | [ 49 ] |
| 2023年9月23日        | MY MUSE                              | 日本 | 大阪                                         | GORILLA HALL OSAKA             | [ 49 ] |
| 2023年10月1日        | MY MUSE                              | 泰國 | 曼谷                                         | KBank Siam Pic-Ganesha Theatre | [ 49 ] |
| 2023年10月15日       | MY MUSE                              | 臺灣 | 臺北                                         | TICC                           | [ 49 ] |

## 獎項
註：以母團身分獎項的部分詳見少女時代

### 大型頒獎禮獎項
| 年份   | 受賞式                                                           | 獎項                              | 提名                       | 結果 | 參考                 |
| 2002年 | 日韓超級偶像雙人試鏡會                                           | 韓國組優勝                        | 不適用                     | 獲獎 | [ 13 ] [ 14 ] [ 15 ] |
| 2012年 | Mnet 20's Choice Awards                                          | 20代 Style                        | 不適用                     | 提名 |                      |
| 2013年 | 第6屆韓國電視劇節                                                | 女子新人賞                        | 《戀愛操作團：大鼻子情聖》 | 提名 |                      |
| 2013年 | 第6屆亞洲時尚偶像獎                                              | 最佳韓式時尚賞                    | 不適用                     | 獲獎 |                      |
| 2013年 | 第2屆大田電視劇節                                                | 女子新人賞                        | 《戀愛操作團：大鼻子情聖》 | 提名 |                      |
| 2013年 | SBS演藝大賞                                                      | MC部門－新人賞                    | 《深夜的TV演藝》           | 獲獎 | [ 50 ]               |
| 2014年 | MBC演技大賞                                                      | 最佳情侶賞（與甘宇成）            | 《我人生的春天》           | 提名 |                      |
| 2014年 | MBC演技大賞                                                      | 女子人氣賞                        | 《我人生的春天》           | 提名 |                      |
| 2014年 | MBC演技大賞                                                      | 迷你劇部門－女子優秀演技賞        | 《我人生的春天》           | 獲獎 |                      |
| 2015年 | 第51屆百想藝術大賞                                               | 電視部門－女子人氣賞              | 《我人生的春天》           | 提名 | [ 51 ]               |
| 2015年 | 第8屆韓國電視劇節                                                | 女子優秀演技賞                    | 《我人生的春天》           | 獲獎 |                      |
| 2017年 | MBC演技大賞                                                      | 周末劇部門 女子最優秀演技獎       | 《擺飯桌的男人》           | 提名 |                      |
| 2019年 | 第15屆堤川國際音樂電影節JIMFF Awards                             | 女子部門－年度發現獎              | 《盡頭的回憶》             | 獲獎 | [ 52 ]               |
| 2019年 | 第40屆青龍電影獎                                                 | 最佳女子新人獎                    | 《霹靂嬌鋒》               | 提名 |                      |
| 2022年 | 第一屆青龍電視劇大賞                                             | 最佳女子配角獎                    | 《我是遺物整理師》         | 提名 |                      |
| 2022年 | 第一屆青龍電視劇大賞                                             | 女子人氣獎                        | 《我是遺物整理師》         | 提名 |                      |
| 2022年 | 2022亞洲之星大獎《BIFF with marie claire Asia Star Awards 2022》 | 亞洲臉孔獎                        | 不適用                     | 獲獎 |                      |
| 2022年 | MBC演技大獎                                                      | 最佳情侶獎（與尹博）              | 《請發送粉絲信》           | 提名 |                      |
| 2022年 | MBC演技大獎                                                      | 短篇劇與日日劇部門 女子優秀演技獎 | 《請發送粉絲信》           | 獲獎 |                      |

## 外部連結
| 個人帳號 - 秀英的Instagram帳戶 - 秀英的新浪微博 - 秀英的X（前Twitter） - 秀英 (少女時代)的Snapchat專頁 - 秀英的Tumblr - 秀英的Threads帳戶 （页面存档备份，存于） | 官方帳號 - 秀英的Saram娛樂官方主頁（） - YouTube上的秀英頻道（页面存档备份，存于） - YouTube上的秀英頻道（页面存档备份，存于） |